# Revolver (film, 2024)
Pour les articles homonymes, voir Revolver.
Pour plus de détails, voir Fiche technique et Distribution.
Revolver (hangeul : 리볼버 ; RR : Ribolbeo ; MR : Ribolbŏ ; litt. « revolver ») est un film sud-coréen réalisé par Oh Seung-uk et sorti en 2024.

## Synopsis
Une ancienne policière, accusée de crimes, est envoyée en prison. Une fois libérée, elle se prépare à se venger.

## Fiche technique
Sauf indication contraire ou complémentaire, les informations mentionnées dans cette section peuvent être confirmées par la base de données KMDb
- Titre original : 리볼버
- Titre anglophone et francophone : Revolver
- Réalisation : Oh Seung-uk
- Scénario : Oh Seung-uk
- Musique : Jo Yeong-wook
- Décors : Park Il-hyun
- Costumes : Cho Sang-kyung
- Photographie : Kang Kuk-hyun
- Son : Kim Chang-seop
- Montage : Kim Sang-bum
- Production : Han Jae-deok
  - Coproduction : Kim Yoo-jin et Lee Min-woo
  - Production exécutive : Park Min-jeong
- Sociétés de production : Sanai Pictures, en coproduction avec Plus M Entertainment et Story Rooftop[1]
- Société de distribution : Plus M Entertainment
- Pays de production :  Corée du Sud
- Budget : 8 milliards de wons[2]
- Langue originale : coréen
- Format : couleur — 1,85:1
- Genre : drame, policier, thriller
- Durée : 114 minutes
- Dates de sortie :
  - Corée du Sud : 5 août 2024 (avant-première à Séoul)[3] ; 7 août 2024 (sortie nationale)
  - Suisse romande : 21 mars 2025 (Festival international du film de Fribourg)[4]

## Distribution
- Jeon Do-yeon : Ha Soo-yeong, ancienne policière[5]
- Ji Chang-wook : Andy, directeur et ennemi de Soo-yeong[6]
- Lim Ji-yeon : Jeong Yoon-seon, accompagnatrice de Soo-yeong[7],[8]
- Kim Jun-han (en) : Sin Dong-ho, policier et ancien collègue de Soo-yeong
- Kim Jong-soo (en) : le directeur en chef
- Jeon Hye-jin : Grace, PDG et sœur aînée d'Andy[1]
- Jung Man-sik (en) : Jo Jae-hoon, directeur
- Oh Eui-shik (en) : Hong In-gi
- Yoon Kyung-ho (en) : le procureur Yang
- Yang Hyun-Min : Park Kyeong-ryong
- Kim Hye-eun : la chamane
- Yoo Seong-ju : le chef Kwon
- Lee Jung-jae : Lim Seok-yong, chef de la division policière et amant de Soo-yeong[9]
- Jung Jae-young (en) : Min Ki-hyeon, chef de l'équipe policière[1]

## Production

### Développement
« J'étais à la maison lorsque Jeon Do-yeon m'a appelé : « Rejoins-moi, je t'offre un verre ». Et puis, elle a répondu : « Arrêtons de perdre du temps et faisons un film. J'y jouerai ». C'est ainsi que cela a commencé. Revolver n'aurait pas été possible sans elle, et si elle n'avait pas existé, cela n'aurait pas été possible. (…) J'ai donc travaillé sur le scénario en pensant à elle. »

— Oh Seung-uk
Concernant les écritures, le scénario s'est achevé au bout de quatre ans, étant donné que le script s'était avéré compliqué :

« Quand je vois des phrases courtes ou des scènes défiler dans des livres ou des films, je me demande : « Si c'était un film, quel serait le lien ? » Tout commence par l’imagination. J'essaie d'examiner une situation sous différents angles et aspects. À cet égard, Revolver n’était pas facile. Quelles méthodes une femme utilisera-t-elle pour récupérer ce qui lui appartenait autrefois ? Il m’a fallu beaucoup de temps pour réfléchir à cette partie. Il fallait que ce soit nouveau, mais réaliste, et il y avait beaucoup de facteurs à prendre en compte, car le personnage principal devait finalement revenir à la raison grâce à cette méthode. »

— Oh Seung-uk
Le film est produit par la société Sanai Pictures, coproduit par Plus M Entertainment et Story Rooftop. La société Plus M Entertainment gère également la distribution. Le coût de la production est estimé à 8 milliards de wons.

### Attribution des rôles
|  |

À la mi-février 2023, l'actrice Jeon Do-yeon s'est vue proposer un rôle principal, une ancienne policière, de même que Ji Chang-wook, au début de mars, pour incarner Andy. Début juillet, selon un responsable d'Artist Company, Lim Ji-yeon se trouve déjà en plein tournage, jouant le rôle de Jeong Yoon-seon. Le casting est désormais confirmé — officialisant la seconde collaboration entre Jeon Do-yeon et le réalisateur après The Shameless (무뢰한, 2015).
Début août 2024, la participation exceptionnelle de Lee Jung-jae dans ce film est révélée, incarnant Lim Seok-yong, l'amant de Ha Soo-young, ainsi que Jeon Hye-jin et Jung Jae-young qui jouent exceptionnellement dans les rôles de Grace, la sœur aînée d'Andy, et de Min Ki-hyeon, le chef de l'équipe policière.

### Tournage
Le tournage débute en juin 2023 et prend fin en octobre suivant.

### Musique
La musique est composée par Jo Yeong-wook.

## Accueil

### Sorties et festival
La distribution du Revolver dans 172 pays, dont les pays asiatiques tels que Taïwan, Singapour, l'Indonésie, le Viêt Nam, Hong Kong, Inde et la Mongolie, ainsi qu'en Amérique du Nord, en Amérique du Sud, en France, en Allemagne, en Pologne, en Russie et au Moyen-Orient, vient d'être terminée au 1er août, prouvant un grand succès et le film le plus attendu cet été.
Il est projeté, le 5 août 2024, en avant-première au Megabox COEX, à Séoul, avant sa sortie dans toute la Corée du Sud, le 7 août 2024.
Fin septembre 2024, il est invité au Festival international du film de Busan qui s'ouvre le 2 octobre.
Il reste cependant inédit en France.

### Box-office
Au premier jour de sa sortie, le 7 août 2024, 56 082 téléspectateurs ont assisté au film Revolver avec des critiques positives.

## Distinctions

### Récompenses
- Buil Film Awards 2024
  - Meilleur film
  - Meilleure actrice dans un second rôle, Lim Ji-yeon pour le rôle de Jeong Yoon-seon
  - Meilleure photographie pour Kang Kuk-hyun

- Baeksang Arts Awards 2025[20],[21] :
  - Meilleur réalisateur, Oh Seung-uk
  - Meilleure actrice, Jeon Do-yeon pour le rôle d'Ha Soo-yeong

### Nominations
- Blue Dragon Film Awards 2024[22] :
  - Meilleure actrice, Jeon Do-yeon pour le rôle d'Ha Soo-yeong
  - Meilleure actrice dans un second rôle, Lim Ji-yeon pour le rôle de Jeong Yoon-seon
  - Meilleurs photographie et éclairage pour Kang Kuk-hyun et Kim Hyo-sung
  - Meilleurs décors pour Park Il-hyeon
  - Meilleur technique pour Cho Sang-kyung (costumes)

- Buil Film Awards 2024 :
  - Meilleur réalisateur, Oh Seung-uk
  - Meilleure actrice, Jeon Do-yeon pour le rôle d'Ha Soo-yeong

- Baeksang Arts Awards 2025[23] :
  - Meilleur film
  - Meilleure actrice dans un second rôle, Lim Ji-yeon pour le rôle de Jeong Yoon-seon
  - Meileur scénario pour Oh Seung-uk